# Masada (mini-série)
Pour les articles homonymes, voir Masada (homonymie).
Production
Diffusion
Masada est une mini-série américaine en quatre parties de 98 minutes, fondée sur le roman The Antagonists (en) d'Ernest Gann et diffusée du 5 au 8 avril 1981 sur le réseau ABC.
Au Québec, la mini-série a été diffusée à partir du 22 octobre 1982 à la Télévision de Radio-Canada sous le titre Massada, et en France à partir du 29 septembre 1983 sur Antenne 2.

## Synopsis
C'est un récit romancé du siège historique de la citadelle de Massada en Israël par des légions de l'Empire romain en l'an 73. Le siège prend fin lorsque les armées romaines pénètrent dans la forteresse, pour découvrir le suicide collectif des défenseurs juifs dont la défaite était imminente.

## Distribution
- Peter O'Toole (VF : Jacques Thébault) : Lucius Flavius Silva
- Peter Strauss (VF : Pierre Arditi) : Eleazar Ben Yair
- Barbara Carrera (VF : Claude Chantal) : Sheva
- Anthony Quayle : Rubrius Gallus
- David Warner (VF : Francis Lax) : sénateur Pomponius Falco
- Nigel Davenport (VF : Raymond Loyer) : sénateur Mucianus, chef de l'opposition à Vespasien
- Timothy West (VF : Jacques Ferrière) : Empereur Vespasien
- George Innes (en) : Titus
- Giulia Pagano (VF : Annie Sinigalia) : Myriam, épouse d'Eléazar
- Clive Francis : Tribun Attius, espion de Vespasien
- Vernon Dobtcheff (VF : Jacques Ciron) : Grand prêtre romain
- Michael Elphick (en) : Vettius
- Christopher Biggins (en) (VF : Alain Flick) : Claudius Albinus, secrétaire de Falco
- Nick Brimble : Milades
- Joe Sagal : Seth
- Paul L. Smith (VF : Roger Lumont) : Gédéon
- David Opatoshu : Simon
- Denis Quilley : général Quintus Quadratus
- Warren Clarke (VF : Mario Santini) : Plinius
- William Morgan Sheppard : décurion
- Norman Rossington : Maro
- Joseph Wiseman : Jérémie, chef des Esséniens
- Anthony Valentine (en) : tribun Merovius
- Patrick Gorman (en) : centurion
- Ray Smith (en) : Lentius, mutin, assassin manqué
- Kevin McNally : Norbanus
- Reuven Bar-Yotam (VF : Henry Djanik) : boucher
- Richard Basehart : narrateur

## Production
Masada est l'une des nombreuses mini-séries historiques produites dans le début des années 1980, dues au succès de Shogun sur NBC en 1980. La décision de faire la mini-série a aussi été influencée par les suicides en masse à Jonestown, en Guyana en 1978, puisque les couvertures de presse ont souvent mentionné les événements de Massada comme le contrepoint historique.
Masada a été filmé sur le lieu de l'emplacement de l'ancienne forteresse, dans le désert de Judée en Israël. Les constructions réalisées pendant le tournage afin de simuler la rampe construite par les Romains pour prendre la forteresse, sont encore présentes sur le site.
ABC, craignant que le public ne soit pas familier avec le contexte historique de la trame du film, commande un documentaire de 30 minutes intitulé Retour à Massada. Le documentaire met en vedette Peter O'Toole et retrace l'histoire de la révolte juive contre Rome. La chaîne donne le documentaire à ses filiales pour qu'elles le diffusent dans les semaines précédant la diffusion de la mini-série.

## Produits dérivés
Comme ce fut le cas avec Shogun, une édition en long métrage de la mini-série est lancée sur le marché vidéo. En 2001, la mini-série elle-même sort en quatre cassettes VHS. Le 11 septembre 2007, elle sort en DVD sur deux disques. Au Royaume-Uni (région 2), le DVD sort le 19 janvier 2009.

## Distinctions
David Warner, qui joue Pomponius Falco, remporte un Emmy Award pour son rôle. Peter O'Toole, qui joue Lucius Flavius Silva, le commandant de la légion romaine, est nommé aux Emmy Awards pour sa performance (c'était sa première apparition dans une mini-série américaine). Jerry Goldsmith reçoit également un Emmy Award pour son travail.